# Matti Heikkinen
Pour les articles homonymes, voir Heikkinen.
Matti Heikkinen, né le 19 décembre 1983 à Kajaani, est un fondeur finlandais. Son plus grand succès est sa victoire au quinze kilomètres classique des Championnats du monde 2011, alors qu'il remporte aussi trois médailles de bronze aux mondiaux. Il compte aussi une victoire en Coupe du monde sur un quinze kilomètres et son meilleur résultat sur une course par étapes  est troisième du Nordic Opening 2016-2017.

## Carrière
Membre du club Kainuun Hiihtoseura, puis du Vantaan Hiihtoseura, il fait ses débuts internationaux en 2002, prenant part à ses premières courses de Coupe du monde. Il remporte deux médailles de bronze aux Championnats du monde 2009, sur le quinze kilomètres libre et le relais, où il court le premier membre de son équipe (style classique).
En 2009-2010, il monte sur deux podiums d'abord à Beitostølen (troisième place) puis en obtenant sa première victoire en Coupe du monde lors du 15 km libre de Davos, avant d'enchaîner avec un succès d'étape sur une poursuite lors du Tour de ski. En 2011, à Oslo, il devient champion du monde du 15 km classique à Oslo, devançant Eldar Rønning de treize secondes, dépassant son temps à partir de 10 kilomètres.
En janvier 2015, en finissant troisième du skiathlon de Rybinsk, il renoue avec le podium en Coupe du monde après quatre ans d'absence sur celui-ci. Il ensuite victime d'une fracture de fatigue au dos.
Il revient bien au début de l'année 2016, réalisant le troisième temps sur l'étape finale du Tour de ski, la montée vers l'Alpe Cermis, puis montant sur trois podiums lors d'étape du Ski Tour Canada, avec un succès sur quinze kilomètres avec départ à handicap.
En décembre 2016, il monte sur son premier podium en course par étapes lors du mini-Tour de Lillehammer qu'il termine troisième. Il confirme se résultat par une troisième place au trente kilomètres libre de Davos. Ensuite, aux Championnats du monde à Lahti, en Finlande, il décroche sa quatrième médaille mondiale avec le bronze sur le cinquante kilomètres libre, où seuls les rapides Alex Harvey et Sergueï Oustiougov le bat au sprint, tandis qu'il domine Martin Johnsrud Sundby.
Il compte trois sélections aux Jeux olympiques, mais ne remporte aucune médaille, finissant au mieux quatrième en relais et dixième au mieux en individuel sur le quinze kilomètres libre à chaque fois en 2018 à Pyeongchang. Il termine sa carrière sportive en 2019.

## Palmarès

### Jeux olympiques d'hiver
| Épreuve / Édition   | Sprint                           | Sprint                           | 15 km                            | 15 km                            | Poursuite / Skiathlon 2 × 15 km | 50 km | Relais | Relais    |
| Épreuve / Édition   | libre                            | classique                        | libre                            | classique                        | Poursuite / Skiathlon 2 × 15 km | 50 km | Sprint | 4 × 10 km |
| JO 2010 Vancouver   | Épreuve inexistante à cette date | —                                | 39e                              | Épreuve inexistante à cette date | —                               | —     | —      | 5e        |
| JO 2014 Sotchi      | —                                | Épreuve inexistante à cette date | Épreuve inexistante à cette date | 20e                              | —                               | 15e   | —      | 6e        |
| JO 2018 Pyeongchang | Épreuve inexistante à cette date | —                                | 10e                              | Épreuve inexistante à cette date | 21e                             | 25e   | —      | 4e        |

Légende :
- — : épreuve non disputée par le fondeur.
- : épreuve ne figurant pas au programme de ces Jeux.

### Championnats du monde
| Épreuve / Édition           | Sprint                           | Sprint                           | 15 km                            | 15 km                            | Poursuite / Skiathlon 2 × 15 km | 50 km                     | Relais | Relais                    |
| Épreuve / Édition           | libre                            | classique                        | libre                            | classique                        | Poursuite / Skiathlon 2 × 15 km | 50 km                     | Sprint | 4 × 10 km                 |
| Mondiaux 2009 Liberec       | —                                | Épreuve inexistante à cette date | Épreuve inexistante à cette date | Médaille de bronze, monde        | 11e                             | 37e                       | —      | Médaille de bronze, monde |
| Mondiaux 2011 Oslo          | —                                | Épreuve inexistante à cette date | Épreuve inexistante à cette date | Médaille d'or, monde             | 18e                             | —                         | —      | 4e                        |
| Mondiaux 2013 Val di Fiemme | Épreuve inexistante à cette date | —                                | 12e                              | Épreuve inexistante à cette date | 17e                             | 25e                       | —      | 5e                        |
| Mondiaux 2015 Falun         | Épreuve inexistante à cette date | —                                | 21e                              | Épreuve inexistante à cette date | 16e                             | 20e                       | —      | 8e                        |
| Mondiaux 2017 Lahti         | —                                | Épreuve inexistante à cette date | Épreuve inexistante à cette date | 10e                              | 18e                             | Médaille de bronze, monde | —      | 5e                        |
| Mondiaux 2019 Seefeld       | —                                | Épreuve inexistante à cette date | Épreuve inexistante à cette date | —                                | 12e                             | 11e                       | —      | 4e                        |

Légende :
- : pas d'épreuve
- — : Non disputée par Matti Heikkinen

### Coupe du monde
- Meilleur classement général : 5e en 2017.
- 5 podiums en épreuve individuelle : 1 victoire et 4 troisièmes places.

#### Détail de la victoire
| Épreuve / Édition | Sprint | Sprint    | 15 km | 15 km     | Poursuite 2 × 10 km | 30 km | 30 km     | 50 km | Tour de ski ou Finales ou Nordic Opening |
| Épreuve / Édition | libre  | classique | libre | classique | Poursuite 2 × 10 km | libre | classique | 50 km | Tour de ski ou Finales ou Nordic Opening |
| 2009-10           |        |           | Davos |           |                     |       |           |       |                                          |

#### Tour de ski
- 12e du Tour de ski 2009-2010.
- 5 podiums d'étape dont 1 victoire lors du Tour de ski 2010-2011 à la poursuite (20 km) d'Oberstdorf.

#### Courses par étapes
- 3e du Nordic Opening 2016-2017 à Lillehammer, victoire sur une étape : meilleur temps sur la poursuite (15 kilomètres classique). 1 podium sur le Nordic Opening 2017-2018.
- 3 podiums sur le Ski Tour Canada en 2016, dont une victoire sur le quinze kilomètres libre.

#### Classements en Coupe du monde
| Saison / Épreuve | Général | Général | Distance | Distance | Sprint | Sprint |
| ---------------- | ------- | ------- | -------- | -------- | ------ | ------ |
| Saison / Épreuve | Place   | Points  | Place    | Points   | Place  | Points |
| 2004-2005        | 156e    | 1       | 98e      | 1        | —      | —      |
| 2006-2007        | 169e    | 1       | 113e     | 1        | —      | —      |
| 2007-2008        | 65e     | 85      | 44e      | 65       | 71e    | 20     |
| 2008-2009        | 30e     | 263     | 19e      | 215      | 102e   | 4      |
| 2009-2010        | 13e     | 443     | 9e       | 323      | 72e    | 18     |
| 2010-2011        | 25e     | 280     | 18e      | 223      | 54e    | 37     |
| 2011-2012        | 44e     | 209     | 28e      | 181      | —      | —      |
| 2012-2013        | 39e     | 222     | 27e      | 170      | —      | —      |
| 2013-2014        | 28e     | 264     | 19e      | 178      | —      | —      |
| 2014-2015        | 20e     | 328     | 14e      | 256      | —      | —      |
| 2015-2016        | 17e     | 574     | 17e      | 362      | —      | —      |
| 2016-2017        | 5e      | 869     | 3e       | 555      | —      | —      |
| 2017-2018        | 35e     | 197     | 24e      | 161      | —      | —      |
| 2018-2019        | 120e    | 12      | 83e      | 12       | —      | —      |

### Coupe de Scandinavie
- 2 victoires.

### Championnats de Finlande
- Champion du quinze kilomètres libre en 2013, 2015 et 2016.
- Champion du dix kilomètres libre en 2014.
- Champion du cinquante kilomètres libre en 2015.
- Champion sur 7,5 kilomètres classique et la poursuite 15 kilomètres en 2016